# Thiago Agustín Tirante
Thiago Agustín Tirante (La Plata, 10 aprile 2001) è un tennista argentino.

## Carriera
Ha disputato una semifinale nel circuito maggiore allo Swedish Open 2024 dopo aver eliminato il nº 8 del mondo Andrej Rublëv, primo top 10 sconfitto in carriera. Nelle prove del Grande Slam non è andato oltre il secondo turno raggiunto all'Open di Francia 2023. Ha vinto alcuni tornei in singolare e in doppio nei circuiti minori e il suo miglior ranking ATP in singolare è stata la 90ª posizione nell'aprile 2024.
Tra gli juniores ha vinto nel 2019 i tornei di doppio al Roland Garros e al Trofeo Bonfiglio. Quello stesso anno è stato il nº 1 al mondo nel ranking dell'ITF Junior Circuit e il campione del mondo juniores ITF.

## Statistiche

### Tornei minori

#### Singolare

##### Vittorie (6)
| Legenda        |
| -------------- |
| Challenger (5) |
| ITF (1)        |

| N. | Data              | Torneo                                   | Superficie  | Avversari in finale | Punteggio |
| 1. | 26 settembre 2021 | Ambato La Gran Ciudad Challenger, Ambato | Terra rossa | Juan Pablo Varillas | 7-5, 7-5  |
| 2. | 23 aprile 2023    | Morelos Open, Cuernavaca                 | Cemento     | James Duckworth     | 7-5, 6-0  |
| 3. | 1º ottobre 2023   | Open Bogotá, Bogotà                      | Terra rossa | Gustavo Heide       | walkover  |
| 4. | 7 aprile 2024     | Mexico City Open, Città del Messico      | Terra rossa | Alexis Galarneau    | 6-1, 6-3  |
| 5. | 9 marzo 2025      | Challenger Córdoba, Córdoba              | Terra rossa | Juan Pablo Ficovich | 6-4, 6-0  |

##### Finali perse (8)
| Legenda        |
| -------------- |
| Challenger (6) |
| ITF (2)        |

| N. | Data             | Torneo                                             | Superficie  | Avversari in finale     | Punteggio     |
| 1. | 29 novembre 2020 | Lima Challenger, Lima                              | Terra rossa | Daniel Elahi Galán      | 1-6, 6-3, 3-6 |
| 2. | 1º agosto 2021   | Internazionali di Tennis Città di Trieste, Trieste | Terra rossa | Tomás Martín Etcheverry | 1-6, 1-6      |
| 3. | 14 agosto 2022   | Lima Challenger, Lima (2)                          | Terra rossa | Camilo Ugo Carabelli    | 2-6, 6(4)-7   |
| 4. | 1º aprile 2023   | Mexico City Open, Città del Messico                | Terra rossa | Dominik Koepfer         | 6-2, 4-6, 2-6 |
| 5. | 13 luglio 2025   | Città di Trieste Challenger, Trieste (2)           | Terra rossa | Matej Dodig             | 3-6, 4-6      |
| 6. | 17 agosto 2025   | Cancún Country Open, Cancún                        | Cemento     | Dalibor Svrčina         | 4-6, 7-5, 4-6 |

#### Doppio

##### Vittorie (4)
| Challengers (3) |
| ITF (1)         |

| N. | Data              | Torneo                        | Superficie  | Compagno                      | Avversari in finale                    | Punteggio           |
| 1. | 18 settembre 2021 | Quito Challenger, Quito       | Terra rossa | Alejandro Gómez               | Adrián Menéndez Mario Vilella Martínez | 7-5, 6(4)-7, [10-8] |
| 2. | 22 ottobre 2022   | Ambato La Gran Ciudad, Ambato | Terra rossa | Santiago Fa Rodríguez Taverna | Benjamin Lock Courtney John Lock       | 7-6(11), 6-3        |
| 3. | 30 settembre 2023 | Open Bogotá, Bogotà           | Terra rossa | Renzo Olivo                   | Guillermo Durán Orlando Luz            | 7-6(6), 4-6         |

##### Finali perse (6)
| Challengers (4) |
| ITFs (2)        |

| N. | Data              | Torneo                                     | Superficie  | Compagno               | Avversari in finale                | Punteggio        |
| 1. | 1º febbraio 2020  | Punta Open, Punta del Este                 | Terra rossa | Juan Manuel Cerúndolo  | Orlando Luz Rafael Matos           | 4-6, 2-6         |
| 2. | 1º maggio 2021    | Challenger Salinas II, Salinas             | Cemento     | Antonio Cayetano March | Nicolás Barrientos Sergio Galdós   | walkover         |
| 3. | 25 settembre 2021 | Ambato La Gran Ciudad, Ambato              | Terra rossa | Alejandro Gómez        | Diego Hidalgo Cristian Rodríguez   | 3-6, 6-4, [3-10] |
| 4. | 2 luglio 2022     | Internationaux de Tennis de Troyes, Troyes | Terra rossa | Juan Bautista Torres   | Oriol Roca Batalla Íñigo Cervantes | 1-6, 2-6         |

### Vittorie contro top 10
| Stagione | 2024 | Totale |
| Vittorie | 1    | 1      |

| 2024 |               |   |                      |             |    |                  |
| 1.   | Andrej Rublëv | 8 | Swedish Open, Båstad | Terra rossa | 2T | 7-6(5), 3-6, 6-4 |